# Marie-Aude Murail
Marie-Aude Murail (Le Havre, 6 mei 1954) is een Franse schrijfster, vooral bekend om haar werk voor kinderen en jongeren, van beginnende lezers tot jongvolwassenen. Ze heeft zich aan uiteenlopende genres gewaagd en schreef meer dan honderd titels, waaronder realistische romans, detectiveverhalen, thrillers, fantasy, historische fictie, sciencefiction en biografieën.
Haar boeken behandelen een brede waaier aan thema’s, zoals zelfontdekking en volwassenwording, roeping (zoals in Miss Charity en Maïté Coiffure), handicap (Simple), mentale gezondheid (Sauveur & Fils), broers en zussen, nieuw samengestelde gezinnen, politiek engagement, de situatie van uitgeprocedeerde vluchtelingen (Vive la République !), homoseksualiteit (zoals in Oh, boy !, haar bekendste werk), transidentiteit en sociale ongelijkheid. 
Murail ontving tijdens haar carrière diverse literatuurprijzen, waaronder in 2022 de Hans Christian Andersenprijs voor haar gehele oeuvre.

## Biografie
Haar vader, Gérard Murail, was dichter en haar moeder, Marie-Thérèse Barrois, journaliste. Twee van haar broers en zussen werden eveneens schrijver: Lorris Murail en haar jongere zus Elvire Murail, die tevens onder het pseudoniem Moka publiceert. De componist Tristan Murail is haar oudste broer. In 1973 trouwde ze met Pierre-Michel Robert, een ambtenaar bij het INSEE. Samen kregen zij drie kinderen.
Murail begon al op twaalfjarige leeftijd met schrijven. Na een studie moderne letterkunde aan de Sorbonne, afgerond met een scriptie over de bewerking van klassieke romans voor een jong publiek, deed zij ervaring op bij de Éditions mondiales. Tussen 1980 en 1987 publiceerde zij daar ongeveer honderd korte verhalen in vrouwenbladen zoals Intimité en Nous Deux.
Halverwege de jaren 1980 verschenen haar eerste romans voor volwassenen bij de Zwitserse uitgever Pierre-Marcel Favre: Passage (1985) en Voici Lou (1986).
Haar eerste jeugdverhaal, C’est mieux d’être bleu, verscheen in september 1985 in het tijdschrift Astrapi. Sindsdien schreef zij meer dan tachtig jeugdboeken, waaronder vier succesvolle reeksen: Émilien, Nils Hazard, L’Espionne en recentelijk Sauveur & Fils.
De meeste van haar boeken worden uitgegeven door L’École des loisirs, Bayard, Pocket en recenter ook Albin Michel Jeunesse.
In 2018 publiceerde zij bij L’Iconoclaste de familie-autobiografie En nous beaucoup d’hommes respirent.
In 2021 en 2022 verscheen een trilogie gesitueerd in Le Havre, die zij samen met haar broer Lorris Murail schreef: Angie !, Souviens-toi de septembre ! en À l’hôtel du Pourquoi-Pas ?. Het laatste deel voltooide zij alleen, na het overlijden van haar broer.
In 2023 schreef zij samen met haar dochter Constance Robert-Murail het zevende deel van de reeks Sauveur & Fils.

## Onderscheidingen
- 2004: ridder in het Legioen van Eer voor haar gehele oeuvre in de jeugdliteratuur.
- 2017: bevorderd tot officier in het Legioen van Eer, als erkenning voor haar bijdrage aan het culturele aanzien van Frankrijk.
- 2022: ridder in de Orde van Kunsten en Letteren.